# Canton de Gravelines
Le canton de Gravelines était une division administrative française, située dans le département du Nord et la région Nord-Pas-de-Calais.
Par le décret n°2014-167 du 17 février 2014, le canton de Gravelines a disparu en 2015, les communes de Craywick, Grand-Fort-Philippe, Gravelines, Loon-Plage et Saint-Georges-sur-l'Aa rejoignant le canton de Grande-Synthe.

## Composition
Le canton de Gravelines regroupe les communes suivantes :
| Nom                    | Code Insee | Intercommunalité | Population (dernière pop. légale) |
| ---------------------- | ---------- | ---------------- | --------------------------------- |
| Gravelines (chef-lieu) | 59273      | CU de Dunkerque  | 11 513 (2014)                     |
| Craywick               | 59159      | CU de Dunkerque  | 732 (2014)                        |
| Grand-Fort-Philippe    | 59272      | CU de Dunkerque  | 5 203 (2014)                      |
| Loon-Plage             | 59359      | CU de Dunkerque  | 6 252 (2014)                      |
| Saint-Georges-sur-l'Aa | 59532      | CU de Dunkerque  | 314 (2014)                        |

## Histoire
| Période                                  | Période      | Identité                          | Étiquette             | Qualité |
| ---------------------------------------- | ------------ | --------------------------------- | --------------------- | --- |
| 1833                                     | 1848         | François-Louis-Auguste Ferrier    |                       | Directeur des Douanes de Dunkerque, Pair de France en 1841 à 1848, Président du Conseil général du Nord de 1834 à 1838 et de 1840 à 1845, Conseiller général du Canton de Bourbourg de 1833 à 1848.                                                                               |
| 1848                                     | 1854         | Edouard Decarpentry               |                       | Négociant, Commissaire de la Garde Nationale, |
| 1855                                     | 1857 (décès) | Jacques Aupick                    | Majorité dynastique   | Général de brigade, Sénateur du Nord de 1853 à 1857. |
| 1857                                     | 1869         | Hippolyte Désiré Le Camus         |                       | Militaire (r).(chef de bataillon) retraité |
| 1869                                     | 1883         | Charles Nicolas Goussard          | Droite                | Ancien Conseiller d'État à Watten. |
| 1883                                     | 1907 (décès) | Auguste Demarle-Fétel (1829-1907) | Républicain           | Armateur, négociant Maire de Gravelines de 1876 à 1892, conseiller d'arrondissement,. |
| 1907                                     | 1913         | Adolphe Torris                    | Conservateur          | Brasseur et armateur Maire de Gravelines de 1892 à 1903. |
| 1913                                     | 1919         | Charles Valentin                  | Bloc des gauches-Rad. | Avocat, Maire de Dunkerque de 1925 à 1939, Député de la 1re circonscription de Dunkerque de 1936 à 1939, Conseiller Général du Canton de Dunkerque-Ouest de 1935 à 1939. |
| 1919                                     | 1937 (décès) | Gustave Merlin                    | RG                    | Conseiller municipal de Gravelines de 1919 à 1937. |
| 1937                                     | 1940         | Albert Denvers                    | SFIO puis PS          | Instituteur, Sénateur du Nord de 1946 à 1956, Député du Nord de 1956 à 1986 et de 1988-1993, Président du Conseil général du Nord de 1973 à 1985, Président Fondateur de la Communauté urbaine de Dunkerque de 1968 à 1995, Maire de Gravelines de 1947 à 1965 et de 1977 à 1995. |
|                                          |              |                                   |                       | |
| 1945                                     | 1985         | Albert Denvers                    | SFIO puis PS          | Sénateur du Nord de 1946 à 1956, Député du Nord de 1956 à 1986 et de 1988-1993, Président du Conseil général du Nord de 1973 à 1985, Président Fondateur de la Communauté urbaine de Dunkerque de 1968 à 1995, Maire de Gravelines de 1947 à 1965 et de 1977 à 1995.              |
| 1985                                     | 1998         | Régis Fauchoit                    | DVG puis MDC          | Principal de collège, Député de la 12e circonscription du Nord de 1993 à 1997, Maire de Loon-Plage de 1976 à 1985, Conseiller communautaire à la Communauté urbaine de Dunkerque de 1983 à 1985.                                                                                  |
| 1998                                     | 2011         | Jean-Claude Delalonde             | PS                    | Directeur de polyclinique Maire de Loon-Plage de 1985 à 2001, Vice-président de la Communauté urbaine de Dunkerque de 1985 à 2001 Suppléant de Jean Le Garrec (1997-2002) |
| 2011                                     | 2015         | Bertrand Ringot                   | PS                    | Fonctionnaire Maire de Gravelines depuis 2001, Vice-président du Conseil général du Nord de 2014 à 2015, Vice-président de la Communauté urbaine de Dunkerque depuis 2001 Elu en 2015 dans le Canton de Grande-Synthe                                                             |
| Les données manquantes sont à compléter. |              |                                   |                       | |

### Conseillers d'arrondissement de 1833 à 1940
| Période          | Période        | Identité                                 | Étiquette            | Qualité |
| ---------------- | -------------- | ---------------------------------------- | -------------------- | --- |
| 1833             | 1848 (décès)   | Jean Charles Marie Torris (1783-1848)    |                      | Officier des douanes impériales, propriétaire et juge de paix à Gravelines                                  |
|                  |                |                                          |                      | |
| 1880             | 1883           | Joseph-Auguste Demarle-Fetel (1829-1907) |                      | Armateur, négociant, aire de Gravelines (1876 à 1892)                                                       |
|                  |                |                                          |                      | |
| 1904             | 1907           | Adolphe Torris (1839-1926)               | Conservateur         | Brasseur et armateur, maire de Gravelines (1892-1903)                                                       |
| 14 avril 1907    | 1910 (décès)   | Edouard Maniez-Martin                    | Libéral progressiste | Armateur à Gravelines                                                                                       |
| 11 décembre 1910 | 1911 (disparu) | Fursy Maniez                             | Radical              | Armateur à Gravelines                                                                                       |
| 1911             | 1919           | siège vacant ?                           |                      | |
| 1919             | 1940           | Paul Matrenghem                          | FR                   | Maire de Loon-Plage (1925-1939)                                                                             |
| 1940             |                |                                          |                      | Les conseils d'arrondissement ont été suspendus par la loi du 12 octobre 1940 et n'ont jamais été réactivés |

Fursy Maniez, armateur à Dunkerque, disparu en 1911 en laissant 300 000 francs de dettes, serait mort en 1915. Son nom figure sur le monument aux morts de Gravelines.

## Démographie
| 1962   | 1968   | 1975   | 1982   | 1990   | 1999   | 2006   | 2011   | 2012   |
| ------ | ------ | ------ | ------ | ------ | ------ | ------ | ------ | ------ |
| 17 125 | 18 520 | 21 146 | 24 324 | 25 880 | 25 750 | 24 510 | 24 109 | 24 199 |

### Pyramide des âges
Comparaison des pyramides des âges du Canton de Gravelines et du département du Nord en 2006
| Hommes | Classe d’âge   | Femmes |
| ------ | -------------- | ------ |
| 0,2    | 90 ans et plus | 0,7    |
| 3      | 75 à 89 ans    | 6,4    |
| 9,6    | 60 à 74 ans    | 11,4   |
| 21,1   | 45 à 59 ans    | 20,7   |
| 21,9   | 30 à 44 ans    | 20,8   |
| 21,3   | 15 à 29 ans    | 19,5   |
| 22,9   | 0 à 14 ans     | 20,5   |

| Hommes | Classe d’âge   | Femmes |
| ------ | -------------- | ------ |
| 0,2    | 90 ans et plus | 0,8    |
| 4,3    | 75 à 89 ans    | 7,9    |
| 10,3   | 60 à 74 ans    | 11,9   |
| 19,7   | 45 à 59 ans    | 19,4   |
| 21,1   | 30 à 44 ans    | 20,1   |
| 22,6   | 15 à 29 ans    | 21     |
| 21,6   | 0 à 14 ans     | 19     |